# João Gilberto (1973)
João Gilberto è un album del cantante e chitarrista brasiliano João Gilberto, pubblicato dalla Polydor nel 1973 (Polydor 2451073).

## Tracce
1. Águas de março - (Antônio Carlos Jobim) - (5:24)
2. Undiú - (João Gilberto) - (6:38)
3. Na baixa do sapateiro - (Ary Barroso) - (4:43)
4. Avarandado - (Caetano Veloso) - (4:30)
5. Falsa baiana - (Geraldo Pereira) - (3:44)
6. Eu quero um samba - (Haroldo Barbosa, Janet de Almeida) - (4:45)
7. Eu vim da Bahia - (Gilberto Gil) - (5:52)
8. Valsa (Como São Lindos os Youguis) (Bebel) - (João Gilberto) -(3:19)
9. É preciso perdoar - (Carlos Coquejo, Alcyvando Luz) - (5:05)
10. Izaura - (Herivelto Martins, Roberto Roberti) - (5:26)

## Formazione
- João Gilberto – voce, chitarra
- Sonny Carr - percussioni
- Miúcha - voce (in Izaura)